# Deconychura longicauda
El trepatroncos colilargo (Deconychura longicauda) es una especie de ave paseriforme perteneciente a la subfamilia Dendrocolaptinae de la familia Furnariidae. Es la única especie del género Deconychura, a pesar de que algunos autores sostienen que se divide en más de una especie. Es nativa de la América tropical (Neotrópico), desde Honduras hasta el norte de Bolivia y la Amazonia brasileña.

## Nombres comunes
Aparte de trepatroncos colilargo (en Ecuador, Panamá y Nicaragua), se le denomina también trepador delgado (en Costa Rica), trepatroncos rabilargo (en Colombia), trepador colilargo (en Honduras y Venezuela), trepador de cola larga (en Perú), trepatronco de cola larga o trepatroncos colilargo norteño (en caso de división de la especie),

## Distribución y hábitat
Las diversas subespecies se distribuyen de forma disjunta desde el noreste de Honduras, por Nicaragua, Costa Rica, Panamá, hasta el centro norte de Colombia; este de Ecuador, hacia el sur por el norte y este de Perú, norte de Bolivia, en la Amazonia brasileña, y desde el sur de Colombia hacia el este por Venezuela, Guyana, Surinam, Guayana Francesa y  norte de Brasil.
Esta especie es considerada poco común y local en su hábitat natural: los niveles medio y bajo del interior de selvas húmedas, principalmente de terra firme, y también de estribaciones y montanas bajas, hasta los 1700 metros de altitud.

## Descripción
Mide entre 19 a 22 cm de longitud y pesa entre 25 a 29 g, la subespecie typica, menor, mide entre 17 a 18 cm y pesa entre 19 a 26 g. Sus partes superiores son de color marrón, con la cabeza moteada con pequeñas rayas anteadas y fuscas. Las remeras y la cola son de color castaño rufo; las coberteras primarias y el álula son fuscas. Su lista superciliar y el anillo ocular son anteados. La garganta y la barbilla son ante opaco y el pecho es castaño oliváceo oscuro con manchas grandes anteadas. El resto de la región inferior es de color castaño oliváceo más claro, con un listado anteado, fino y escaso. El forro de las alas es ante a canela. El iris es color avellana, la maxila negruzca y la mandíbula gris. Las patas son plomizas.

## Comportamiento
Es un ave discreta y poco encontrada, aunque algunas veces sabe acompañar bandadas mixtas. Forrajea principalmente en troncos y en ramas gruesas horizontales.

### Alimentación
Se alimenta principalmente (si no exclusivamente) de insectos.

### Reproducción
Se reproduce en abril. Construyen el nido en un hueco profundo en el extremo superior de un tronco seco, a una altura de aproximadamente 9 m y le coloca un forro grueso de hojas secas. La hembra pone dos o tres huevos.

### Vocalización
Los cantos varían dramáticamente, un fuerte indicador de que la presente se trata, en realidad, de más de una especie, y son escuchados con poca frecuencia. En la Amazonia, da una serie fuertemente descendiente de ocho a doce notas silbadas, bien separadas, claras y penetrantes. En el norte de Sudamérica, da una serie de timbre constante de seis a ocho notas «chuuuuii»; en las colinas de Ecuador un canto muy diferente, una serie de nueve a quince notas «priiur».

## Sistemática

### Descripción original
La especie D. longicauda fue descrita por primera vez por el ornitólogo austríaco August von Pelzeln en 1868 bajo el nombre científico Dendrocincla longicauda; su localidad tipo es: «Borba, Marabitanas, Barra do Río Negro = Manaus, Brasil».

### Etimología
El nombre genérico femenino «Deconychura» se compone de las palabras del griego « δεκα deka que significa ‘diez’;  ονυξ onux, ονυχος onukhos» que significa ‘garra’, ‘zarpa’; y «ουρα oura» que significa ‘cola’; en referencia a las diez rectrices con hastes rígidas y curvas de la cola; y el nombre de la especie «longicauda», se compone de las palabras del latín «longus» que significa ‘largo’  y «cauda» que significa ‘cola’.

### Taxonomía
Los grupos de subespecies D. longicauda typica (de Centroamérica y  norte de Colombia) y D. longicauda pallida del oeste, sur y sureste de la cuenca del Amazonas son tratadas como especies separadas de la presente: el trepatroncos colilargo pequeño (Deconychura typica) y el trepatroncos colilargo sureño (Deconychura pallida) respectivamente, por las clasificaciones Aves del Mundo (HBW) y Birdlife International (BLI), y más recientemente por el Congreso Ornitológico Internacional (IOC), con base en diferencias morfológicas y significativas diferencias de vocalización.

### Subespecies
Según la clasificación Clements Checklist/eBird se reconocen siete subespecies divididas en tres grupos, con su correspondiente distribución geográfica:
- Grupo politípico typica:
  - Deconychura longicauda typica Cherrie, 1891 – noreste de Honduras (Olancho, Gracias a Dios), noroeste y sur de Nicaragua (Río San Juan) y centro norte y suroeste de Costa Rica al este hasta el centro de Panamá (Chiriquí, Veraguas).
  - Deconychura longicauda darienensis Griscom, 1929 – este de Panamá y adyacente noroeste de Colombia (hacia el este hasta el medio Valle del río Magdalena).
  - Deconychura longicauda minor Todd, 1919 – centro norte de Colombia (Santander).

- Grupo monotípico longicauda:
  - Deconychura longicauda longicauda (Pelzeln, 1868) – las Guayanas y norte de Brasil al norte del río Amazonas (desde el río Negro al este hasta Amapá).

- Grupo politípico pallida:
  - Deconychura longicauda connectens J.T. Zimmer, 1929 – oeste y noroeste de la Amazonia al norte del río Amazonas, desde el este de Colombia y sur de Venezuela hacia el sur hasta el este de Ecuador, este de Perú (a occidente del río Ucayali) y noroeste de Brasil (alto río Negro).
  - Deconychura longicauda pallida J.T. Zimmer, 1929 – sur de la Amazonia al sur del río Amazonas, desde el este y sureste de Perú (a oriente del río Ucayali) hacia el este hasta el centro de la Amazonia brasileña (hacia el este al menos hasta el río Tapajós) y al sur hasta el norte de Bolivia y norte de Mato Grosso.
  - Deconychura longicauda zimmeri Pinto, 1974 – sureste de la Amazonia brasileña al sur del río Amazonas, desde el río Tocantins (posiblemente desde el Tapajós) al este hasta Maranhão.